# Samantha Eggar
Victoria Louise Samantha Marie Elizabeth Therese Eggar (Londen, 5 maart 1939) is een Engels actrice. Zij werd in 1966 genomineerd voor een Academy Award voor haar hoofdrol als Miranda Grey in The Collector. Hiervoor won ze daadwerkelijk een Golden Globe en de prijs voor beste actrice op het Filmfestival van Cannes 1965.
Eggar debuteerde in 1962 op het witte doek als Ethel Le Neve in het misdaaddrama Dr. Crippen, gebaseerd op een waargebeurde moord waarvan Hawley Harvey Crippen werd verdacht. Het bleek haar eerste van meer dan 45 filmrollen, inclusief die in televisiefilms. Daarnaast gaf Eggar gestalte aan wederkerende personages in verschillende televisieseries, hoewel doorgaans niet meer dan in een handvol afleveringen per titel. Uitzonderingen hierop zijn Anna and the King, The Legend of Prince Valiant en Commander in Chief.
Eggar trouwde in 1964 met acteur Tom Stern, met wie ze zoon Nicolas en dochter Jenna Stern kreeg. Jenna debuteerde in 1994 ook als actrice in de televisiefilm Twilight Zone: Rod Serling's Lost Classics, terwijl Tom eveneens in de filmwereld werkt bij de productie. Eggars huwelijk met Stern strandde in 1971.

## Filmografie
*Exclusief vijftien televisiefilms
| - The Astronaut's Wife (1999) - Hercules (1997, stem) - The Phantom (1996) - Siegfried & Roy: Masters of the Impossible (1996, stem) - Inevitable Grace (1994) - Dark Horse (1992) - Die Abenteuer von Pico und Columbus (1992, aka The Magic Voyage - stem) - Round Numbers (1992) - Ragin' Cajun (1991) - Curtains (1983) - The Hot Touch (1981) - Demonoid: Messenger of Death (1981) - The Exterminator (1980) - The Brood (1979) - Il grande attacco (1978, aka The Greatest Battle) - The Uncanny (1977) - Welcome to Blood City (1977) | - Why Shoot the Teacher? (1977) - The Seven-Per-Cent Solution (1976) - A Name for Evil (1973) - L'etrusco uccide ancora (1972, aka The Etruscan Kills Again) - The Light at the Edge of the World (1971) - The Lady in the Car with Glasses and a Gun (1970) - The Walking Stick (1970) - The Molly Maguires (1970) - Doctor Dolittle (1967) - Walk Don't Run (1966) - Return from the Ashes (1965) - The Collector (1965) - Psyche 59 (1964) - Doctor in Distress (1963) - The Wild and the Willing (1962) - Dr. Crippen (1962) |

## Televisieseries
*Exclusief eenmalige gastrollen
- Mental - Margo Stroud (2009, twee afleveringen)
- Commander in Chief - Sara Templeton (2005-2006, negen afleveringen)
- Hercules - Hera (1998-1999, drie afleveringen - stem)
- The Legend of Prince Valiant - Queen Guinevere (negen afleveringen)
- The Love Boat - Mary-Louise Murphy (1979-1981, twee afleveringen)
- Fantasy Island - Helena Marsh (1978-1979, twee afleveringen)
- Anna and the King - Anna Owens (1972, dertien afleveringen)
- Rob Roy - Diana Vernon (1961, vijf afleveringen)

- Biblioteca Nacional de España: XX1121757
- Bibliothèque nationale de France: cb13893604k (data)
- Gemeinsame Normdatei: 135055539
- International Standard Name Identifier: 0000 0001 1473 3246
- Library of Congress Control Number: no97003268
- MusicBrainz: da25ce8a-164f-4b4f-b89b-120678823fe4
- Nationale Bibliotheek van Tsjechië: xx0157446
- Nationale Bibliotheek van Polen: a0000002790527
- Nederlandse Thesaurus van Auteursnamen: 073780979
- Système universitaire de documentation: 111938368
- Virtual International Authority File: 59269364
- WorldCat: E39PBJj4qTYcgFXwPdP7BrX68C